# Edmund Engelman
Edmund Engelman (geboren als Edmund Engelmann 21. Mai 1907 in Wien, Österreich-Ungarn; gestorben am 11. April 2000 in New York City) war ein austroamerikanischer Ingenieur und Fotograf.

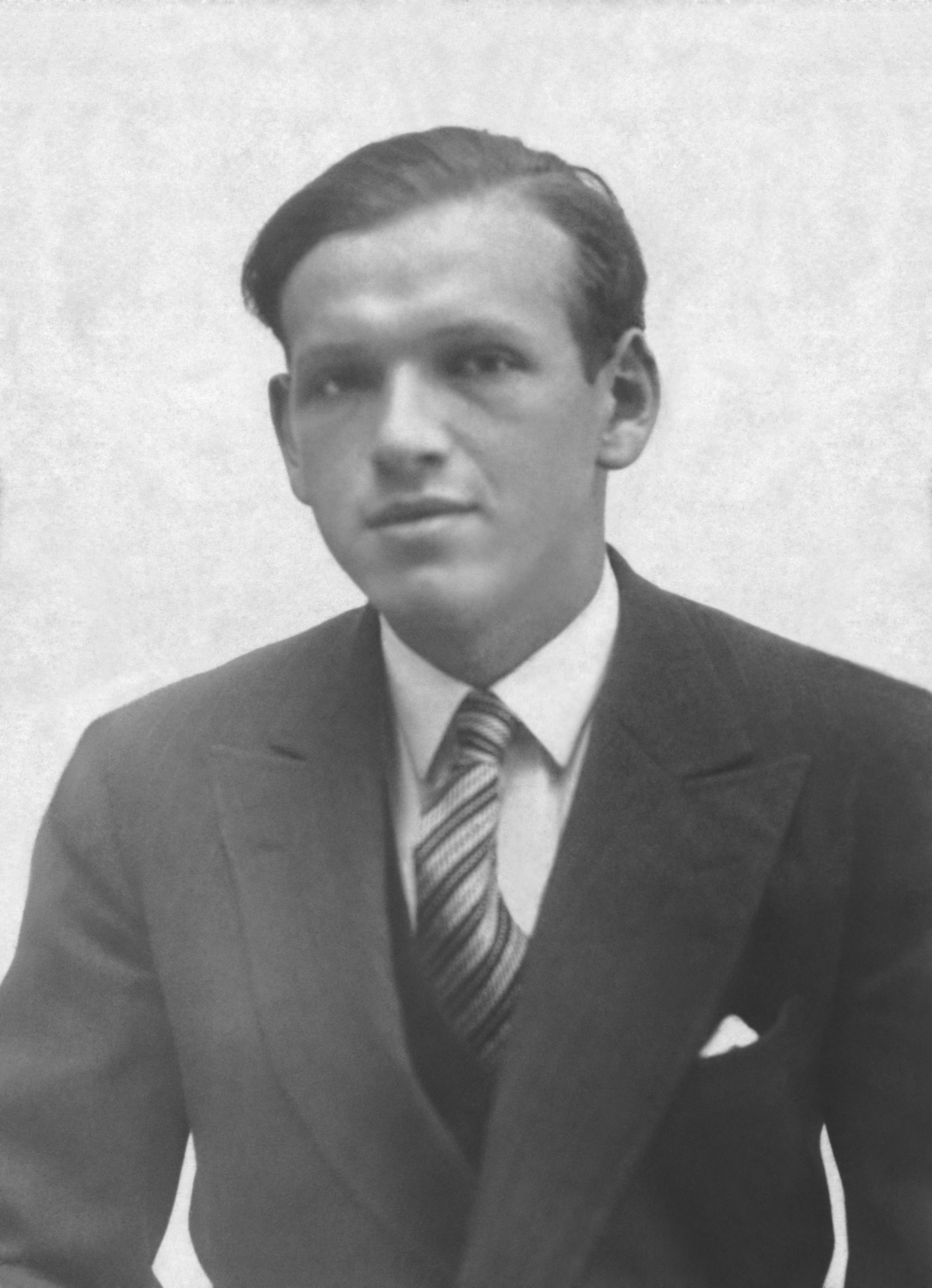
Edmund Engelmann (Führerscheinfoto, 1930)

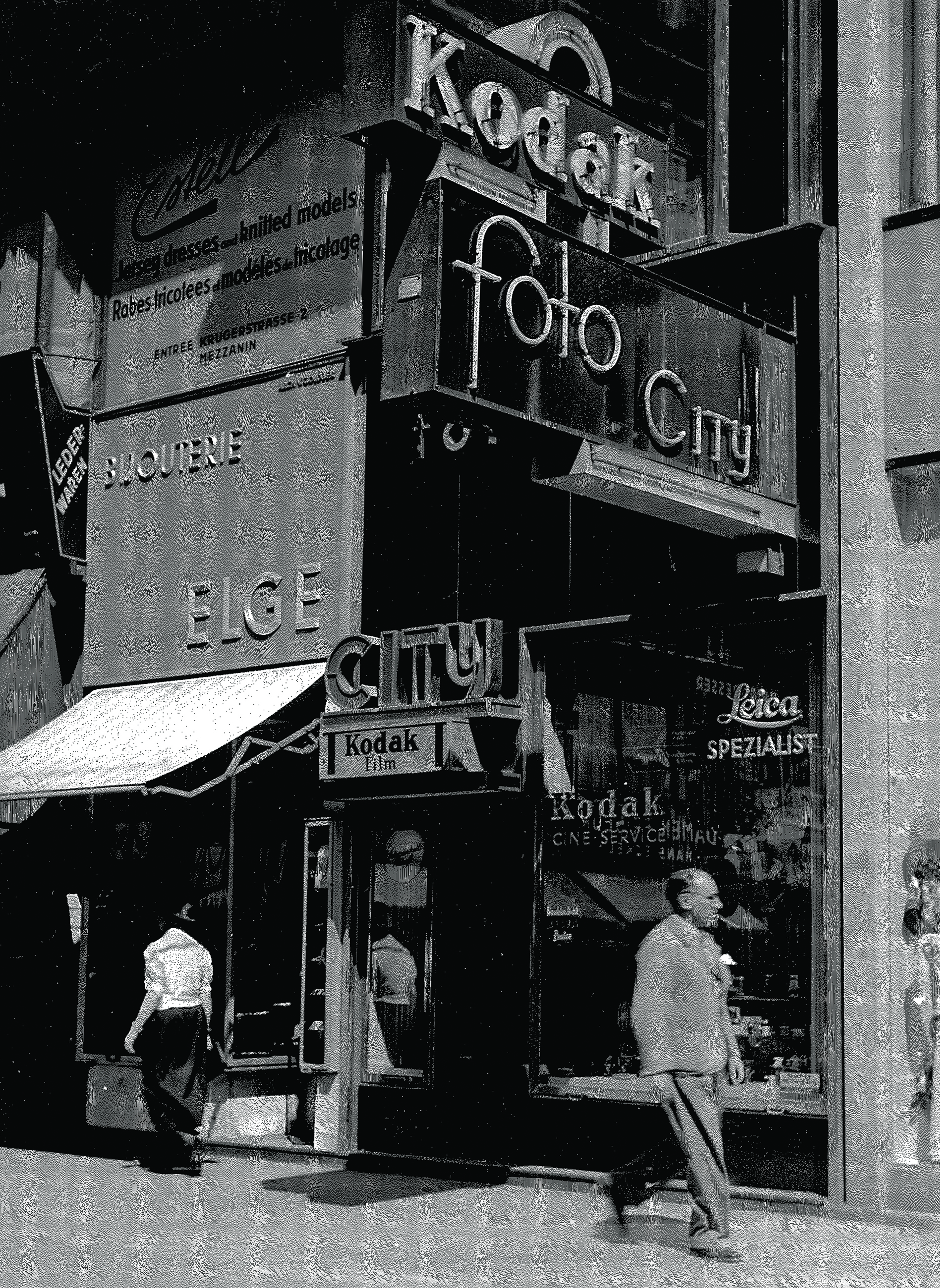
Edmund Engelmann fotografierte sein Geschäft in Wien (um 1935)

## Leben
Edmund Engelmann war ein Sohn des Geschäftsmanns Max Engelmann und der Eugenie Heuberg, er hatte eine Schwester.
Engelmann besuchte 1925/26 die Graphische Lehr- und Versuchsanstalt und studierte bei Professor Zimmer Fotografieren und Filmtechnik. Ab 1927 studierte er  an der Technischen Hochschule Wien unter anderem bei Ernst Mach und machte 1932 das Examen zum Diplomingenieur. Engelmann war Jude und wurde bei der Stellensuche diskriminiert. Er machte daher sein Hobby, das Fotografieren und Filmen, zum Beruf und eröffnete in der Kärntnerstraße 45 das Fotofachgeschäft Foto City. Er richtete im Kellerraum einen Vorführraum für Filme ein, in dem seine Kunden experimentieren konnten. Er beriet das Anatomische Institut der Universität Wien bei der Erstellung von medizinischen Lehrfilmen.  Als Fotograf dokumentierte er unter anderem die Februaraufstände 1934. Im Jahr 1936 machte er bei der Theaterproduktion Achtung Grossaufnahme in den Wiener Kammerspielen Filmaufnahmen des Theaterpublikums, die noch während der Veranstaltung als Teil des Stückes auf der Bühne projiziert wurden.
Nach dem Anschluss Österreichs wurde sein Fotogeschäft im Mai 1938 entschädigungslos arisiert, nach Kriegsende erhielt er zwar das Ladengeschäft zurück, aber ohne Ware, und er musste dem Arisierer noch eine Aufwandsentschädigung zahlen.

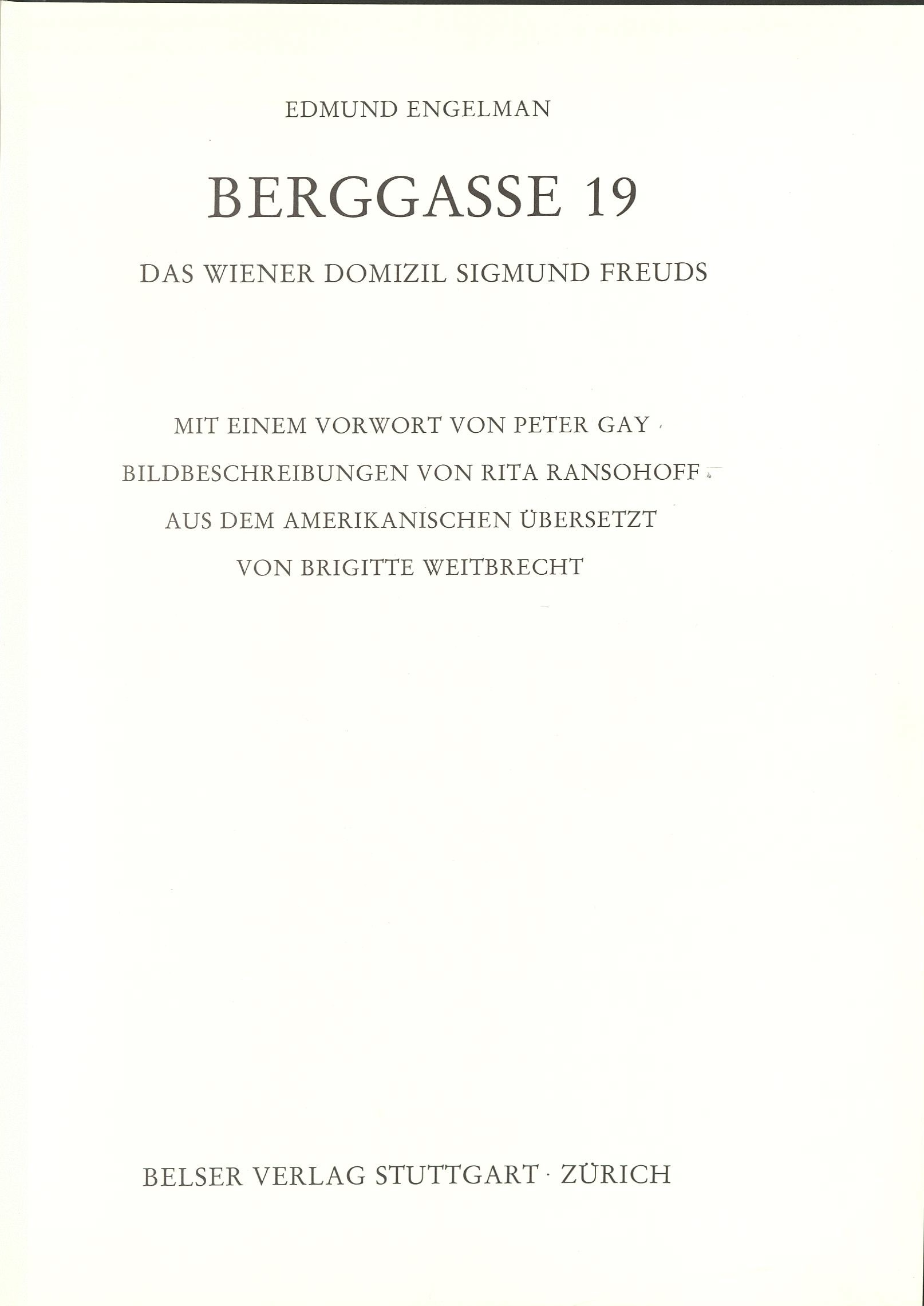
Fotos aus der Berggasse 19 im Jahr 1938 (Buchausgabe 1977)

Kurz bevor Sigmund Freud Anfang Juni 1938 die Flucht nach England gelang, wurde Engelmann von August Aichhorn gebeten, die Wohn- und Arbeitsräume in der Berggasse 19 fotografisch zu dokumentieren und Sigmund, Martha und Anna zu porträtieren. Die Fotografien kamen zu Anna Freud nach London und später in das Sigmund Freud Museum in Wien.
Im November 1938 wurde Engelmann nach der Reichspogromnacht für kurze Zeit von der Gestapo verhaftet. Er heiratete 1939 die Sozialarbeiterin Irene Lipnowska (1917–2017), sie hatten zwei Söhne. Im Januar 1939 glückte ihnen die Flucht nach Frankreich, wo er bei Kriegsausbruch in der Nähe von Bordeaux als Enemy Alien interniert wurde. Noch im selben Monat konnten beide in die USA emigrieren. Engelman studierte dort am Polytechnic Institute of Brooklyn und verdiente seinen Lebensunterhalt zunächst als freier Händler von Fotoausrüstung. Von 1940 bis 1944 arbeitete er als Ingenieur bei ITT und für die US Air Force bei der Kriegswaffenentwicklung. Ab 1946 war er Mitbesitzer der Firma „Midway Camera Exchange“ in New York. Ab 1958 spezialisierte er sich als selbständiger Berater auf den Einsatz der Fotografie bei industriellen Automatisierungsprozessen. Er war Inhaber eines Patents zum Recycling des Silbers aus Fixierlösungen.
Engelman war seit 1944 Mitglied der Society of Photographic Scientists and Engineers. Er wurde 1998 mit dem Österreichischen Ehrenkreuz für Wissenschaft und Kunst 1. Klasse ausgezeichnet.

## Schriften (Auswahl)
- Berggasse 19. Sigmund Freud's Home and Offices, Vienna 1938. Einleitung Peter Gay. Basic books, 1976
- Berggasse 19 : das Wiener Domizil Sigmund Freuds. Vorwort Peter Gay. Bildbeschreibungen Rita Ransohoff. Übersetzung Brigitte Weitbrecht. Stuttgart: Belser Verlag, 1977
- Sigmund Freud : Wien IX. Berggasse 19. Photografien und Rückblick Edmund Engelman. Einleitung und Bildlegenden Inge Scholz-Strasser. Wien: Brandstätter, 1993